# Чудово-3
Чудово-3 (рос. Чудово-3) — залізнична станція в Чудовському районі Новгородської області Російської Федерації.
Населення становить 19 осіб. Входить до складу муніципального утворення Успенське сільське поселення.

## Історія
Від 2004 року входить до складу муніципального утворення Успенське сільське поселення.

## Населення
| 2010 |
| ---- |
| 19   |